# Teilhardina
Teilhardina é um gênero de primatas primitivos semelhantes aos micos que viveram na Europa, América do Norte e Ásia durante no início do Eoceno, aproximadamente 56-47 milhões de anos atrás. O gênero foi nomeado pelo paleontólogo George Gaylord Simpson em homenagem ao paleontólogo e filósofo Teilhard de Chardin. São conhecidas uma poucas espécies:
- †Teilhardina belgica
- †Teilhardina brandti
- †Teilhardina demissa
- †Teilhardina tenuicula
- †Teilhardina asiatica
- †Teilhardina magnoliana

O estabelecimento do gênero é incerto e é considerado como polifilético. Duas espécies (T. belgica e T. asiatica) aparentam ser haplorríneos, mas igualmente ancestrais a tanto os modernos tarsius e símios, e o gênero deveria ser reservado para estas duas espécies somente. Os outros parecem ser omomídeos anaptomorfinos (e estão mais proximamente relacionados aos Tarsius que aos símios) e deveriam ter erigido um novo gênero.